# Totem
Totem ist ein Begriff aus der Ethnologie für Symbole oder Gruppenabzeichen, die eine mythisch-verwandtschaftliche Verbindung zwischen einem Menschen bzw. einer Gruppe und einer bestimmten Naturerscheinung darstellen. Die Naturerscheinungen sind häufig Tiere oder Pflanzen, jedoch auch Berge, Flüsse, Quellen und Ähnliches. Die „Verwandtschaft“ bezieht sich auf die Eigenschaften oder Verhaltensweisen dieser „Vorbilder“, jeweils verbunden mit bestimmten Verhaltensvorschriften für die Träger der Totems.
Der Begriff Totem steht dabei als Fachbegriff in der Bedeutung eines geheiligten Sinnbildes. In populärer Literatur wird jedoch häufig jegliche Verbindung indigener Völker zu Tieren mit dem Begriff „Totem“ in Verbindung gebracht. Bekannt sind hier die so genannten „Totempfähle“ der Nordwestküstenkultur Nordamerikas, die jedoch keine religiöse Bedeutung haben, sondern lediglich Denkmalcharakter haben.

## Etymologie
Die Bezeichnung leitet sich aus der Ojibwe-Sprache des südöstlichen Kanadas ab, in der mit dem Wort ototeman (auch odoodeman) blutsverwandte Geschwister bezeichnet werden. Der Pelzhändler James Long, der 1791 bei den Ojibwe/Anishinabe weilte, trug den Begriff in der von ihm „totam“ geschriebenen Form zu den Europäern.
Long erzählte die Geschichte eines Jägers, der versehentlich einen Bären (oder Biber?) getötet hatte und daraufhin von einem rachedurstigen Bären aufgefordert wurde, sich zu erklären. Obgleich der Bär die Entschuldigung annahm, hatte die Tat dauerhafte Konsequenzen für den Jäger:

„Beaver, my faith is lost, my totam is angry, I shall never be able to hunt any more.“

Deutsch: „Biber, ich habe meinen Glauben verloren, mein ‚totam’ ist wütend; ich werde nie mehr fähig sein, zu jagen.“
Nach der Auffassung des Ethnologen Claude Lévi-Strauss verwendete Long angeblich statt des Begriffes nigouimes – mit dem die „persönlichen Schutzgeister“ der Anishinabe benannt wurden, die man bei der Visionssuche in Gestalt eines Tieres, einer Pflanze oder eines Minerales bekam – den Begriff ototeman (von ihm „totam“ geschrieben). Da die Verwandtschaftssippen des Stammes Tiernamen trugen, setzten die frühen Völkerkundler nach Lévi-Strauss Meinung diese Clan-Identitäten mit den mystisch-religiösen Verwandtschaftsbeziehungen zu Tiergeistern gleich.
Überdies haben Ausdrücke mit der Endsilbe „-totam“ selbst in den verschiedenen Ojibwa-Dialekten abweichende Bedeutungen. Während etwa die Parry Island First Nation mit nintotam die nach Tiernamen unterschiedenen „blutsverwandten“ Clans bezeichnen, meinen die Leute vom Round Lake damit „Verwandte des Ehepartners“ oder schlicht einen Freund. Totemtiere fehlen hier zudem ganz.

## Bedeutungswandel in der Ethnologie
Bald wurde der Begriff Totem recht willkürlich auf ähnliche Phänomene bei anderen Ethnien übertragen, die damit automatisch alle in einen religiösen Zusammenhang gestellt wurden. In der Völkerkunde des späten 19. und frühen 20. Jahrhunderts entstand daraus die Idee eines weltweit verbreiteten Totemismus als „universaler Urreligion“  (→ auch: Animistische Religionstheorie). In dieser Tragweite gilt das Konzept des Totemismus (→ Hauptartikel) heute als überholt.
Heute wird der Begriff „Totem“ in der Wissenschaft zumeist in seiner profanen Bedeutung als mythologisch verankertes Abzeichen zur Identifizierung verschiedener Abstammungsgruppen oder Clans einer Ethnie bei unterschiedlichen Kulturen verwendet. Dies ist vor allem auf den Einfluss von Lévi-Strauss zurückzuführen.
Einige Autoren betonen jedoch, dass man die Schutzgeistvorstellung der Anishinabe nicht isoliert vom Clan-Totemismus betrachten darf: Das eine wie das andere sei in der Mythologie verwurzelt und jede begriffliche Trennung damit künstlich. In diesem Sinne nähert sich der Begriff wieder der religiösen Deutung, die Long durch seine Verwechslung assoziiert hatte.

## Totem bei den Anishinabe
Ototeman bezeichnete bei den Anishinabe die Blutsverwandtschaft in einem Clan (ote). Clanangehörige durften untereinander keine sexuellen Beziehungen eingehen, da dies für Inzest gehalten wurde. Man betrachtete sich als von einem gemeinsamen (patrilinearen) Urahn abstammend und damit als blutsverwandt. Die Clans wurden anhand von Tiernamen unterschieden. Diese Kategorie wurde nintotem („Familienabzeichen“) genannt. Nach der traditionellen Weltanschauung der Anishinabe gehen die fünf Clane auf fünf übernatürliche Wesen der mythischen Urzeit zurück, die selbst allerdings nicht Ahnen, sondern eher „Paten“ der menschlichen Urahnen waren.